# Phlox floridana
Phlox floridana är en blågullsväxtart som beskrevs av George Bentham. Phlox floridana ingår i släktet floxar, och familjen blågullsväxter. Inga underarter finns listade i Catalogue of Life.